# Hermann Knoblauch
Karl Hermann Knoblauch, född 11 april 1820 i Berlin, död 30 juni 1895 i Baden-Baden, var en tysk fysiker. 
Knoblauch blev 1848 privatdocent i Berlin, 1849 i Bonn samt samma år extra ordinarie professor i Marburg, 1852 ordinarie professor i fysik där och 1853 i Halle an der Saale. Sedan 1878 var han president för Academia Leopoldino-Carolina. 
Knoblauch riktade sina undersökningar nästan uteslutande på värmestrålning och därmed i samband stående företeelser. Jämte Macedonio Melloni är det huvudsakligen Knoblauch, som experimentellt påvisat, att värmestrålar och ljusstrålar är sinsemellan likartade. Hans många arbeten är mestadels publicerade i Johann Christian Poggendorffs och Gustav Heinrich Wiedemanns Annalen der Physik und Chemie.